# Zygodon peruvianus
Zygodon peruvianus är en bladmossart som beskrevs av Sullivant 1859. Zygodon peruvianus ingår i släktet ärgmossor, och familjen Orthotrichaceae. Inga underarter finns listade i Catalogue of Life.